# Адан Годой
Адан Годой (ісп. Adán Godoy, нар. 26 листопада 1936) — чилійський футболіст, що грав на позиції воротаря.
Виступав, зокрема, за клуби «Коло-Коло» та «Сантьяго Морнінг», а також національну збірну Чилі, з якою став бронзовим призером чемпіонату світу 1962 року.

## Клубна кар'єра
У дорослому футболі дебютував 1956 року виступами за команду «Коло-Коло», в якій провів два сезони, вигравши у першому з них чемпіонат Чилі.
Своєю грою за цю команду привернув увагу представників тренерського штабу клубу «Сантьяго Морнінг», до складу якого приєднався 1958 року. Відіграв за команду із Сантьяго наступні сім сезонів своєї ігрової кар'єри.
1965 року уклав контракт з клубом «Універсідад Католіка», у складі якого провів наступні чотири роки своєї кар'єри гравця і 1966 року вдруге став чемпіоном країни.

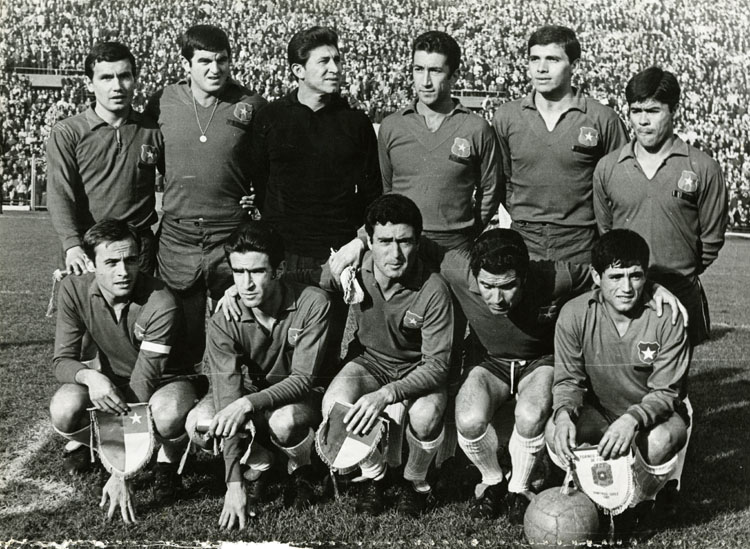
Адан Годой (у чорній футболці) у складі збірної Чилі в 1966 році.

Протягом 1969—1972 років захищав кольори клубу «Аудакс Італьяно».
1973 року повернувся до клубу «Сантьяго Морнінг», за який відіграв ще 7 сезонів. Завершив професійну кар'єру футболіста виступами за команду «Сантьяго Морнінг» у 1979 році.

## Виступи за збірну
16 червня 1962 року дебютував в офіційних матчах у складі національної збірної Чилі у матчі домашнього чемпіонат світу 1962 року проти Югославії в грі за третє місце. Годой зберіг ворота сухими і допоміг команді виграти 1:0 та стати бронзовими призерами турніру.
Також через чотири роки у складі збірної Годой був учасником і наступного чемпіонату світу 1966 року в Англії, але цього разу на поле не виходив.
Загалом протягом кар'єри у національній команді, яка тривала 5 років, провів у її формі 14 матчів.

## Титули і досягнення
- Чемпіон Чилі (2):

«Коло-Коло»: 1956
«Універсідад Католіка»: 1966
- Бронзовий призер чемпіонату світу: 1962